# 甲斐路号列车
甲斐路（日语： Kaiji */?）是东日本旅客铁道(JR东日本) 行駛在中央本线东京站、新宿站至甲府站、龙王站之间的特急列車。

## 概要
1961年10月1日起，“甲斐路”号作为新宿站至甲府站间的准急列车开始运营。至1965年10月1日，隨著中央东线完成电气化，“甲斐路”号更名为“阿尔卑斯”号而遭到废止。同年12月，“甲斐路”的名称再度启用于经由中央本线及篠之井线，在新宿站和松本站之间运行的急行列车；直至1980年代后期因定期列车的班次数量减少，“甲斐路”号于1986年11月1日再度废止。
随着1987年国铁分割民营化，自1988年3月13日起“梓”号列车来往甲府站的班次被分割出来，重新命名为“甲斐路”号，运行至今。
列车名“甲斐路”（かいじ）来源于日本古代的官道甲斐路。

## 运行概况
截至2022年3月14日之时，“甲斐路”每日运行14班往返定期列车。基本上在新宿站至甲府站间以大约每1小时為班距间隔运行。部分列车的运行区间延长至东京站和龙王站。另外，甲斐路號在載客高峰期間也會加開臨時班次。
- 新宿站－甲府站間（下行7班／上行10班）：下列所述以外所有班次
- 東京站－新宿站－甲府站間（下行5班/上行2班）：下行35、39、43、57、59號。上行10、14號。
- 新宿站－甲府站－龍王站間（下行1班／上行1班）：下行47號／上行2號。
- 東京站－新宿站－甲府站－龍王站間（下行1班／上行1班）：下行51號／上行6號。

与运行路段重复的特急「梓」号相比，“甲斐路”的停车站较多，所需时间亦普遍较长。過去為了與「梓」号列車區別，避免誤乘和指定席票券購賣混淆的問題，“甲斐路”在對應的車號中加上100成為101-124號，但在2019年3月16日改點時一度還原為“甲斐路”1-24號列車。2020年的运行图调整後、甲斐路號與「梓」号列车的車號重新整合，改为統一排序的「甲斐路2號・梓4號・梓6號・甲斐路8號…」。
在新宿站基本上會使用中央線特急發車專用月台的9、10號線到發，一部分列車則使用快速列車月台的7、11號線。在甲府站原則上使用2號線發車，而到達班次則使用1號線。
甲府站始發的列車會從留置線處駛出進入甲府站。終點為甲府站的列車在到達甲府站後則會進入留置線。龍王站始發的列車則會從甲府站留置線出發進入甲府站後，再回送至龍王站。終點為龍王站的列車則在到達龍王站後回送至甲府站並進入留置線。

### 停车站
截至2020年3月14日时，停车站如下：
（东京）－新宿－立川－八王子－大月－盐山－山梨市－石和温泉－甲府－（龙王）
- （ ）：部分列车停站[2]。
- 臨時停車站
  - 勝沼葡萄鄉車站：除了冬季以外的每周六及假日會增停本站。
  - 相模湖站：在相模湖森林遊樂區舉辦燈會時（約每年的12月中後半）會增停本站。
  - 甲斐大和站：在龍門峽進入紅葉季節的時候（約每年11月）會增停本站。
  - 酒折站：在七年一度的甲斐善光寺御開帳儀式舉行時會增停兩班下行列車。

除上以外，以下還有一些臨時增停的例子，另外也曾經加開過不停立川站，或是在繁忙期間延駛到小淵澤站的臨時列車。
- 往小淵澤站的臨時特急甲斐路173號運行的時候，除了龍王站外，還會停靠韮崎站、小淵澤站。不過在2019年調圖後此臨時列車未有再開行。
- 在2017年（平成29年）3月4日以前，上行的“甲斐路”102、104號、下行的“甲斐路”121號與部分臨時列車會停靠上野原站。
- 在2019年（平成31年）3月15日以前，上行的“甲斐路”102號、下行的“甲斐路”121、123號與部分臨時列車會停靠三鷹站、另外下行的“甲斐路”121號也會停靠四谷站。

### 使用车辆、编组
「甲斐路」号使用属于松本车辆中心的E353系电动列车运行。所有的定期列车皆使用E353的9节基本编组运行。而部分班次在新宿至大月之间会与特急「富士回游」所使用的3节车厢附属编组连结为12节车厢行驶。
在2019年春天時刻表改點后，中央东线的特急列车（「梓」、「甲斐路」）的定期列车全部统一採用E353系行驶，并取消原自由席，改採全车指定座席，並引入座席燈號顯示座位利用狀況。

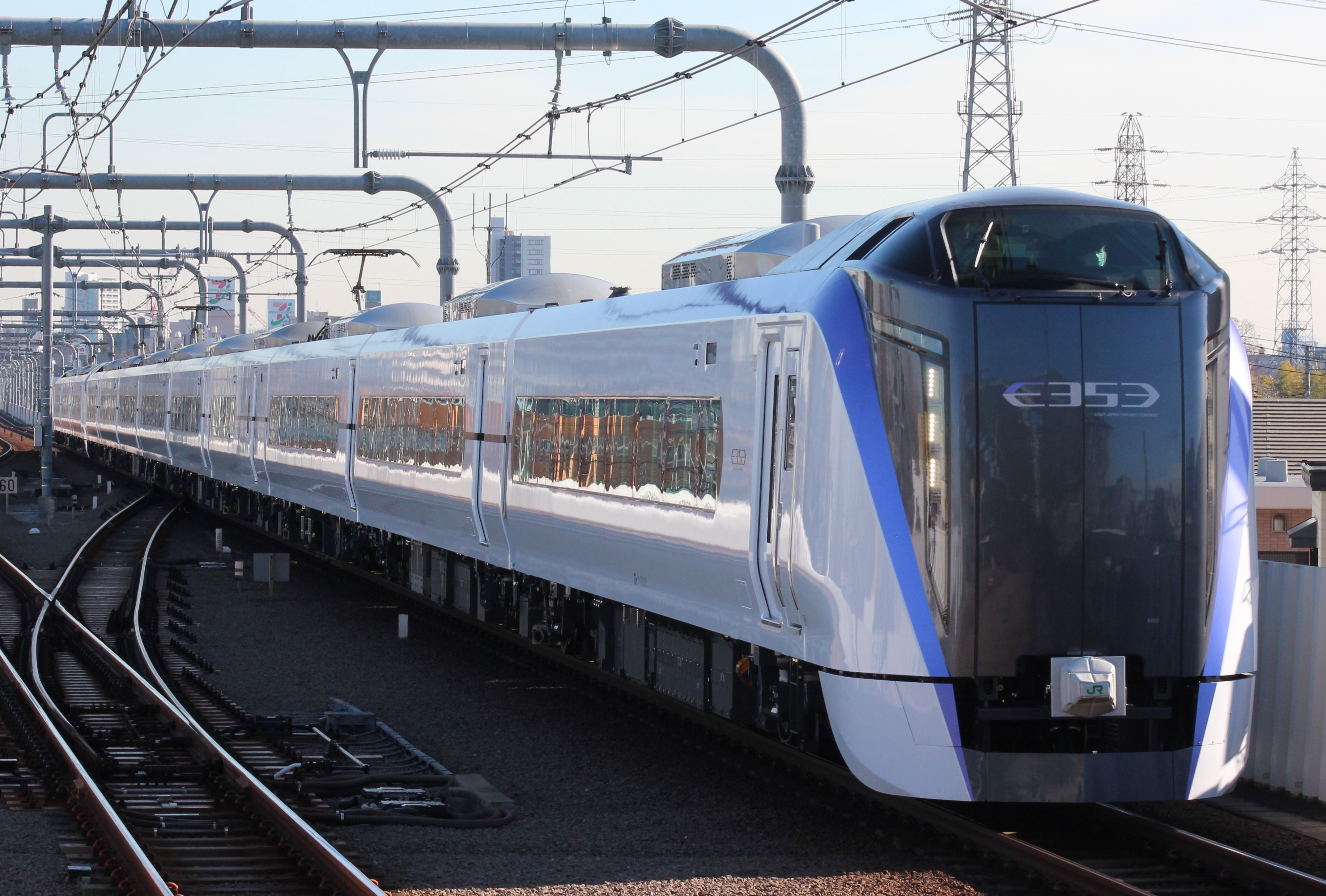
E353系

#### 过去的使用车辆

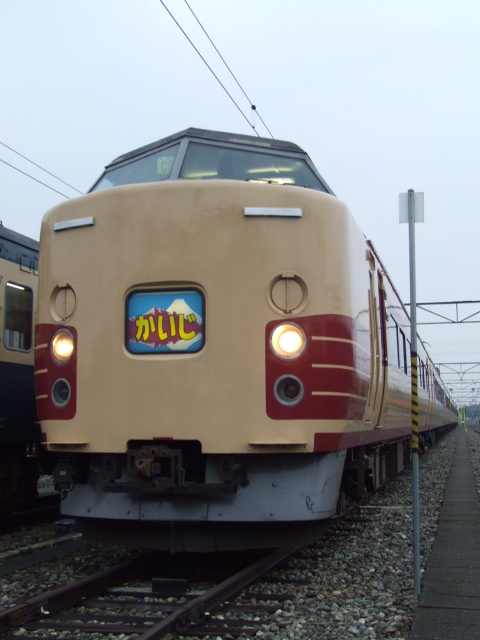
183系国铁色
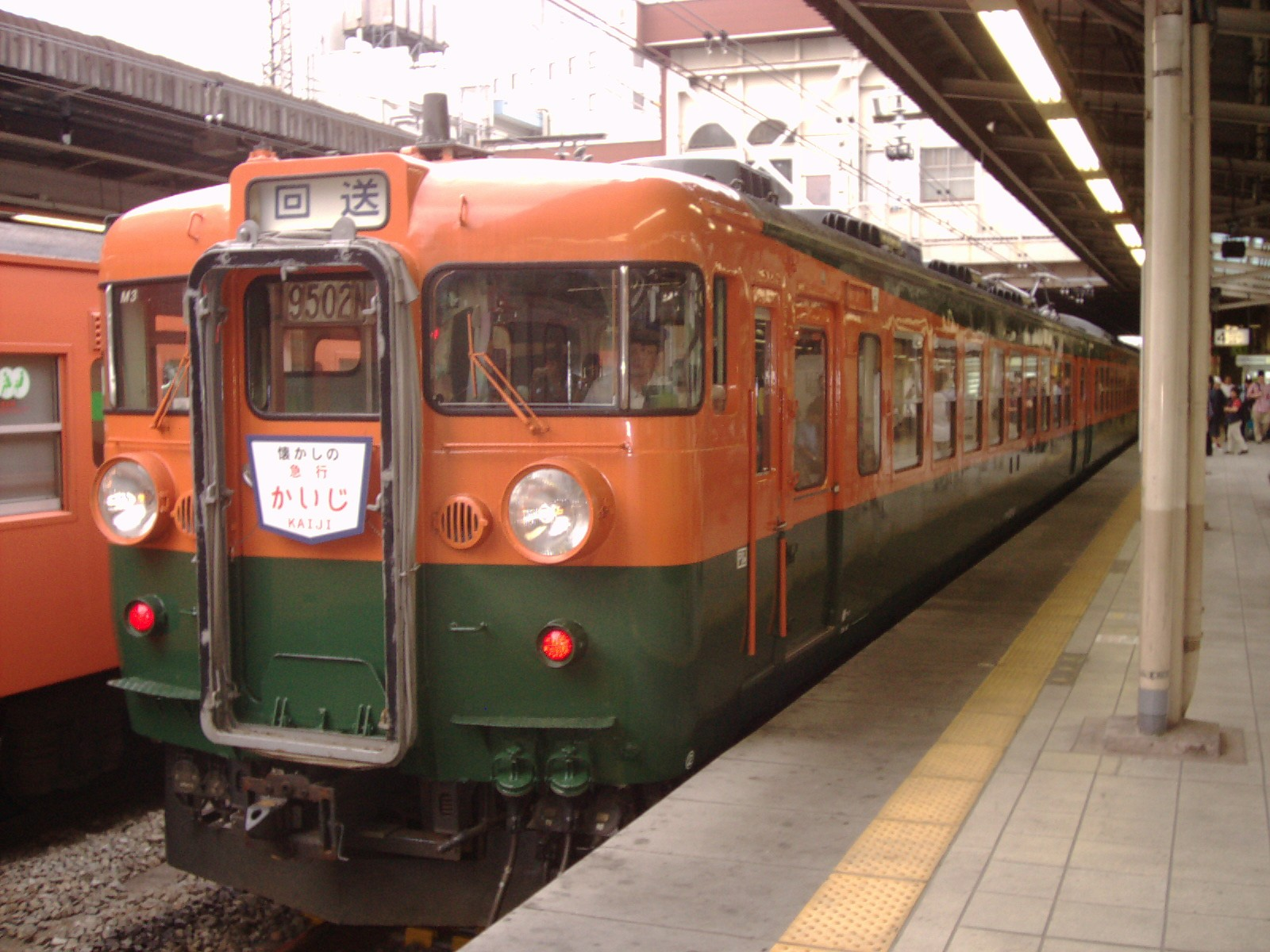
165系
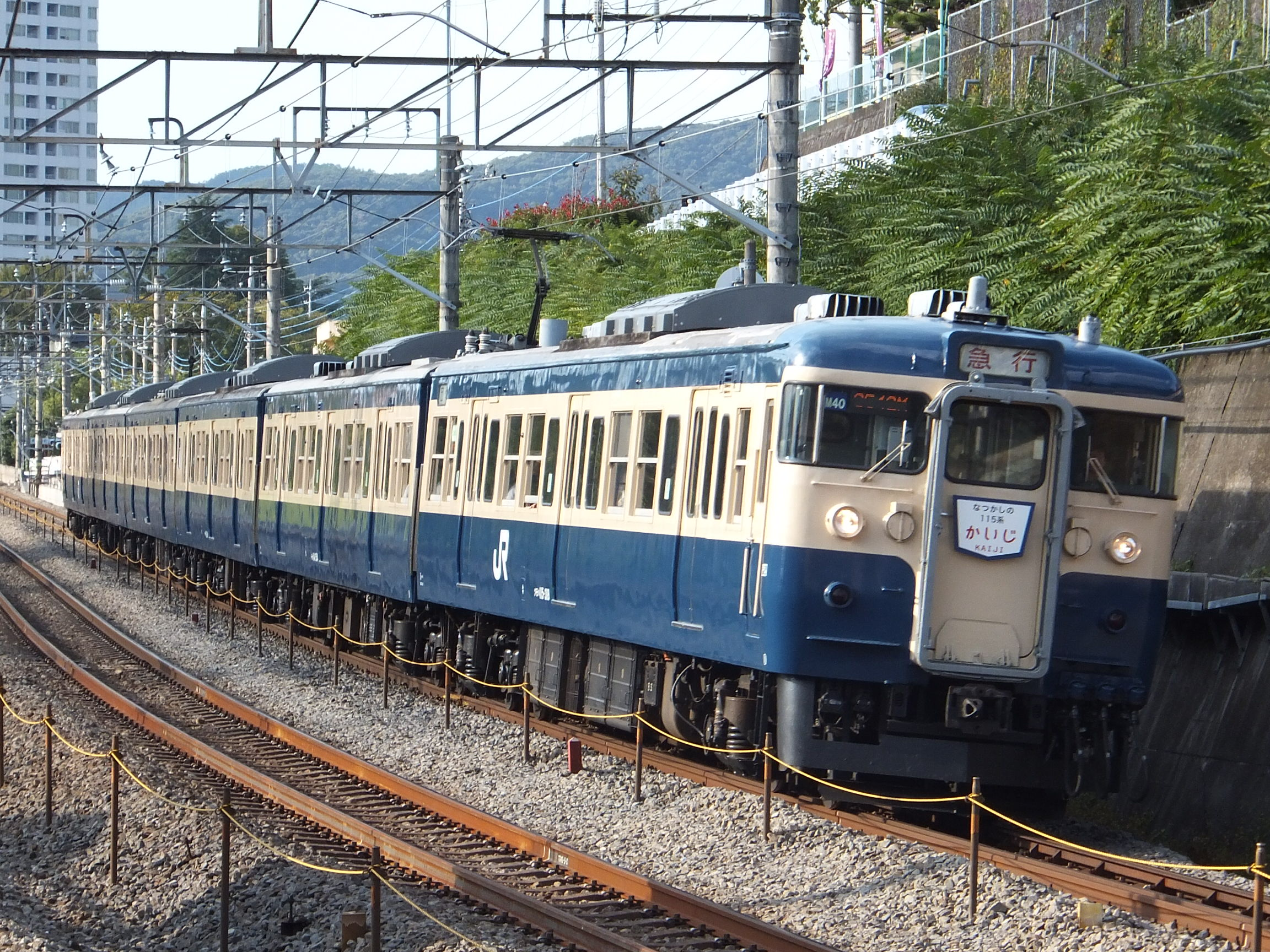
115系

## 备注
1. ↑  东京站、新宿站－高尾站间经由中央线快速运行。